# 5 Brygada Artylerii (I RP)
5 Brygada Artylerii – jednostka artylerii Armii Koronnej.
Brygada sformowana rozkazem Komisji Wojskowej  z dnia 20 lutego 1790 w wyniku reorganizacji artylerii Armii Koronnej.
W jej skład weszły dwie kompanie Brygady Kamienieckiej.
Dowództwo stacjonowało w Kamieńcu.